# Rocky
Rocky je ameriški akcijski film iz leta 1976. Sylvester Stallone je odigral glavno vlogo in ga tudi napisal, režiral pa ga je John G. Avildsen. Pripoveduje o Rockyju Balboi, neizobraženemu, vendar dobrosrčnemu pobiralcu dolgov iz Filadelfije, ki uresniči svoje ameriške sanje, prebije se iz revščine v izobilje. Rocky se poleg službe ukvarja tudi s klubskim boksom in nekega dne se mu ponudi življenjska priložnost: da se pomeri s svetovnim prvakom v težki kategoriji Apollom Creedom. V filmu nastopajo še Talia Shire kot Adrian, Burt Young kot Adrianin brat Paulie, Burgess Meredith kot Mickey Goldmill - Rockyjev trener in Carl Weathers kot prvak Apollo Creed.
Film z majhnim proračunom, 1,2 milijona ameriških dolarjev, so posneli v le 28-ih dneh in je nepričakovano postal velik hit. Ustvaril je več kot 117,2 milijona ameriških dolarjev dobička. Deležen je bil tudi odobravanja kritikov, kar je pomagalo pri izstrelitvi Sylvestra Stallona med filmske zvezde. Prejel je tri oskarje, tudi za najboljši film. 
Filmu je sledilo pet nadaljevanj: Rocky 2, Rocky 3, Rocky 4, Rocky 5 in Rocky Balboa, ki velja za Rockyjev poslovilni film.